# Toujours debout
Singles de Renaud
Incendie
(2009) J'ai embrassé un flic
(2016)
Pistes de Renaud
Les Mots Héloïse
Toujours debout, sorti le 26 janvier 2016, est le premier single de l'album de Renaud se nommant Renaud, sorti le 8 avril 2016.

## Clip
Le clip officiel est sorti le 26 février 2016 et a été tourné le 18 février au Grand Palais, à Paris.

## Analyse
Toujours debout chanson exprime la colère de Renaud contre les médias qui l'ont traité selon lui comme s'il était mort, qui l'ont « enterré », que ce soient des journaux peoples ou des émissions de télévision (comme Un jour, un destin, 50 minutes inside, même s'il ne les nomme pas dans la chanson). Il affirme le 26 janvier 2016 sur France Inter : 

« Je dis mes colères, c'est une chanson contre qui finit par un hommage à mes fans et à mon public chéri d'amour que j'aime et qui m'aime infiniment, qu'ils me l'ont prouvé tout au long de ces longues années où j'ai été absent de Paris, où j'étais dans le Vaucluse. »

## Classement
La chanson entre directement à la première place des ventes de singles en France.
| Classement                              | Meilleure position |
| --------------------------------------- | ------------------ |
| Belgique (Wallonie Ultratop 50 Singles) | 2                  |
| France (SNEP)                           | 1                  |
| Suisse (Schweizer Hitparade)            | 48                 |

## Reprises
Elle est remixée le lendemain de sa sortie, le 27 janvier 2016, par le chanteur et fan Romain Dudek sous le nom Toujours debout ? (pour les vrais fans). Dans le texte, Dudek explique sa déception face au retour du chanteur.
Elle a été également reprise par le groupe nordiste Morgane de lui en ch'ti.